# Předmíř
Předmíř är en ort i Tjeckien.   Den ligger i regionen Södra Böhmen, i den centrala delen av landet, 80 km sydväst om huvudstaden Prag. Předmíř ligger 489 meter över havet och antalet invånare är 312.
Terrängen runt Předmíř är huvudsakligen platt, men norrut är den kuperad. Runt Předmíř är det ganska tätbefolkat, med 72 invånare per kvadratkilometer. Närmaste större samhälle är Blatná, 10,7 km sydost om Předmíř. Omgivningarna runt Předmíř är en mosaik av jordbruksmark och naturlig växtlighet.